# Palæstinas Plads
Palæstinas Plads er en offentlig plads mellem Nørrebrogade, Esromgade og Hillerødgade på Nørrebro i København. Cykelruten Nørrebroruten går igennem Palæstinas Plads. Pladsen, der tidligere ikke havde haft noget selvstændigt navn, fik tildelt sit navn 1. april 2025. Navngivningen blev vedtaget af Københavns Borgerrepræsentation 6. marts 2025, efter at spørgsmålet om at navngive en københavnsk gade eller plads efter Palæstina havde været debatteret blandt københavnske lokalpolitikere i årevis.

## Pladsen
Området er et smalt og aflangt grønt område med en skaterpark og en café. Det støder op til Aksel Larsens Plads. Der var en enkelt eksisterende adresse, Nørrebrogade 211A, tilknyttet området, som dermed skiftede adressenavn. Da adressen tilhørte caféen, som i forvejen havde sin hovedadresse på Esromgade, skulle cafeen dog ikke ændre sin hovedadresse.
Cykelruten Nørrebroruten går igennem pladsen.

## Forhistorie
Forslaget om at opkalde en plads eller vej efter Palæstina er blevet debatteret i Københavns Kommune i hvert fald siden 2000, hvor Enhedslisten foreslog, at Israels Plads ved Nørreport Station blev opdelt i to dele, hvor den ene fik navnet Palæstinas Plads. Dette forslag blev forkastet, men lignende forslag er blevet stillet flere gange efterfølgende. I 2021 blev det foreslået at finde et andet byrum i kommunen, der kunne opkaldes efter Palæstina. I juni 2023 blev et forslag om at omdøbe området mellem Nørrebrogade og Hillerødgade fremsat. Forslaget blev i første omgang godkendt af Vejnavnenævnet i København, men efter den militante palæstinensiske bevægelse Hamas' angreb på Israel i oktober 2023 og dermed udbruddet af Gazakrigen fra 2023 blev forslaget stillet i bero.
I sommeren 2024 blev forslaget igen taget op, men denne gang var der stemmelighed i Vejnavnenævnet med 2 stemmer for og 2 imod forslaget, hvorved forslaget ikke blev vedtaget. I stedet blev det sendt til kommunens Teknik- og Miljøudvalg, hvor det blev vedtaget af et flertal. Derefter blev forslaget indbragt for hele Borgerrepræsentationen i Københavns Kommune, hvor et flertal på 29 af de 55 medlemmer stemte for navngivningsforslaget. Flertallet udgjordes af partierne Enhedslisten, SF, Alternativet og Radikale. Forslagsstillerne begrundede blandt andet forslaget som en venlig gestus overfor de mange københavnere, der havde dansk-palæstinensisk baggrund, mens modstanderne mente, at navngivningen var et udtryk for udenrigspolitik, som Borgerrepræsentationen ikke burde beskæftige sig med. Forslaget blev indbragt for Ankestyrelsen, der dog ikke mente, der var grundlag for at konkludere, at navngivningen skulle ses som en udenrigspolitisk meningstilkendegivelse i strid med kommunalfuldmagtsreglerne.
Umiddelbart op til afstemningen modtog de fleste medlemmer af Borgerrepræsentationen tusindvis af spammail fra udenlandske adresser med opfordring til at stemme imod navngivningen. Ordlyden var ens i de forskellige mail, men de havde forskellige overskifter og afsenderadresser. I alt modtog medlemmerne af Borgerrepræsentationen lidt over 41.000 mail i sagen.

### Stednavne og værdipolitik
På tidspunktet for forslagets vedtagelses sammenlignede stednavneforsker Line Sandst navngivningen med en række andre stednavnesager, hvor navnene fik en større symbolsk  og dermed værdipolitisk betydning, fordi de blev tillagt forskellige værdier af forskellige persongrupper - i dette tilfælde i forhold til den israelsk-palæstinensiske konflikt. Det gjaldt eksempelvis en debat i Helsingør i 2023, hvor mange ønskede, at den lokale Simon Spies Plads, opkaldt efter forretningsmanden Simon Spies, skulle omdøbes i kølvandet på DR's dokumentar Spies og morgenbolledamerne, som beskrev Spies' forhold til meget unge kvinder.